# Йоахім Ледер
Йоахім Ледер (нім. Joachim Leder; 26 червня 1918, Іррзінген — ?)  — німецький офіцер-підводник, оберлейтенант-цур-зее резерву крігсмаріне.

## Біографія
10 січня 1940 року вступив на флот. З 25 жовтня 1943 по 22 квітня 1944 року пройшов курс підводника, з 23 квітня по 3 липня — курс командира підводного човна. З листопада 1944 року — вахтовий офіцер в 4-й, потім — в 5-й флотилії. В січні 1945 року направлений на будівництво підводного човна U-4707. З 20 лютого 1945 року — командир U-4707. 5 травня 1945 року наказав затопити човен в рамках операції «Регенбоген», після чого був переданий в розпорядження 5-ї флотилії. 8 травня 1945 року взятий в полон британськими військами.

## Звання
- Рекрут (10 січня 1940)
- Штурмансмат (1 липня 1940)
- Штурман (1 січня 1941)
- Оберштурман (1 жовтня 1941)
- Оберштурман резерву (1 січня 1942)
- Лейтенант-цур-зее резерву (1 липня 1942)
- Оберлейтенант-цур-зее резерву (1 березня 1944)